# Hvargyijszkei légibázis
A Hvargyijszkei légibázis (cirill betűkkel: Авіабаза Гвардійське) katonai repülőtér Ukrajnában, a Krím-félszigeten. Szimferopoltól 13 km-re északra, Hvargyijszke település mellett. Az 1930-as években nyitották meg. A repülőtér 1991-ben Ukrajnához került, de továbbra is orosz használatban maradt, a Fekete-tengeri Flotta repülőalakulatai használták. A Krím 2014-es orosz megszállása után a Orosz Légierő Szu –24M és Szu–25MSZ repülőgépekkel felszerelt 37. vegyes repülőezrede állomásozik ott.

## Története
A repülőteret az 1930-as évek elején kezdte el használni a Vörös Légierő egyik kiképző százada, amely U–2-es repülőgépekkel volt felszerelve. 1935-től 1938-ig az SZB és R–5 repülőgépeket üzemeltető 44. önálló gyorsbombázó század állomásozott ott.
2022. augusztus 16-án ukrán dróntámadás érte a repülőteret, valószínűleg a lőszerraktárat. Az ott állomásozó repülőgépekben esett kárról nem volt információ. 2023. augusztus 2-án újabb ukrán légitámadás érte a repülőteret.